# White Eagle
White Eagle (? - 1879) fou un important cap dels skidi pawnee de mitjans del segle xix, i cap de cacera de tots els pawnee, a causa dels seus poders xamànics. Les matances que els provocaren les malalties com la verola i els atacs dels dakota l'obligaren el 1871 a acceptar el trasllat cap a Oklahoma.